# Bảo tàng ngoài trời Pastewnik ở Przeworsk
Bảo tàng ngoài trời Pastewnik ở Przeworsk (tiếng Ba Lan: Skansen Pastewnik w Przeworsku) là một bảo tàng ngoài trời tọa lạc tại số 2 phố Łańcut, Przeworsk, Ba Lan. Hoạt động của bảo tàng ngoài trời tập trung vào việc thu thập các di tích kiến trúc bằng gỗ từ vùng Przeworsk. Đặc biệt, Bảo tàng ngoài trời Pastewnik ở Przeworsk là bảo tàng duy nhất ở Ba Lan kết hợp việc bảo vệ kiến trúc bằng gỗ với các chức năng khách sạn và phục vụ ẩm thực.

## Lịch sử
Bảo tàng ngoài trời này được thành lập theo khởi xướng của Stanisław Żuk. Nhiều tòa nhà bằng gỗ nằm trong thành phố Przeworsk và huyện Przeworski đã được cứu khỏi bị phá dỡ và chuyển đến bảo tàng ngoài trời. Bảo tàng ngoài trời Pastewnik ở Przeworsk đã nhiều lần được trao tặng danh hiệu Bậc thầy về cắm trại và lữ hành.

## Triển lãm
Bộ sưu tập của bảo tàng ngoài trời này bao gồm các di tích kiến trúc bằng gỗ được xây dựng từ thế kỷ 17 đến thế kỷ 20 sau đây: trang viên từ Krzeczowice, Nhà Gacki, ngôi nhà và lò rèn của gia đình Sowiński, ngôi nhà của gia đình Krzanów, Nhà của Maślarz, ngôi nhà của gia đình Urban, Nhà của Leon Trybalski, túp lều kiểu nông thôn của gia đình Kotliński, túp lều của gia đình Surówka.